# Del Mar
Del Mar es una ciudad dentro del condado de San Diego, California, Estados Unidos. La población era de 4,389 en el censo de 2000. La Feria del Condado de San Diego es celebrada en el Del Mar Fairgrounds cada verano. El nombre de Del Mar, se origina debido a que está localizado cerca del Océano Pacífico. El coronel Jacob Taylor compró 338 acres cuadrados de Enoch Talbert en 1885, con una visión de construir un resort costero para los ricos y famosos.

## Geografía
Según la Oficina del Censo de los Estados Unidos, la ciudad tenía un área total de 4.6 km² (1.8 mi²). 4.4 km² (1.7 mi²) es tierra y 0.2 km² (0.1 mi²) es (3.93%) agua. En el extremo sur de Del Mar se encuentra la Laguna Los Peñasquitos.
Del Mar es una de las pocas ubicaciones donde crecen los árboles del pinus torreyana. El pinus torreyana es la especie más rara de pino en los Estados Unidos y sólo existen en dos lugares debido a que están en peligro de extinción.

## Demografía
Según el censo de 2000, había 4,389 personas, 2,178 hogares, y 1,082 familias residiendo en la ciudad. La densidad poblacional fue de 991.0/km² (2,559.7/mi²). Había 2,557 casas unifamiliares en una densidad promedio de 577.3/km² (1,491.3/mi²). La composición racial de la ciudad era de 94.14% Blanco, 0.25% afroamericanos, 0.34% amerindios, 2.87% asiáticos, 0.11% isleños del pacífico, 0.57% de otras razas, y 1.71% de dos o más razas. hispanos o latinos de cualquier raza eran del 3.87% de la población.

### Economía
Según las estimaciones del San Diego Association of Governments, los ingresos promedio de Del Mar en 2005 era de $108,348 (sin ajustarse a la inflación). Ajustado a la inflación (dólar de 1999), los ingresos promedios eran $87,982.

## Atracciones
- Hipódromo Del Mar
- La Feria del Condado de San Diego
- Torrey Pines State Beach
- Powerhouse Community Center

## Residentes famosos
- Jimmy Durante
- Desi Arnaz y Lucille Ball
- Burt Bacharach
- Michael Crichton
- Nate Kaeding
- Aaron Rodgers (starting quarterback for the Green Bay Packers)
- Steve Perry
- Tony Robbins
- Rachael Flatt
- Pepe Romero
- Martin Cooper